# Black Star (personaggio)
Black☆Star (ブラック☆スター?, Burakku☆Sutā) è un personaggio del manga e dell'anime Soul Eater di Atsushi Ohkubo. È un ninja del Clan della Stella ed è il maestro d'armi di Tsubaki.

## Il personaggio
Estremamente arrogante e per niente silenzioso per essere un assassino, Black Star preferisce fare entrate in grande stile piuttosto che attaccare di soppiatto i nemici, e tenta sempre di sopraffare chiunque voglia attirare più attenzione di lui. Spesso si autodefinisce l'Uomo che trascende gli dei, il che lo porta a superare i propri limiti, diventando uno dei più forti studenti della Shibusen. È l'ultimo sopravvissuto del suo Clan, la cui famiglia era formata da soli assassini che furono poi fermati dalla Shibusen, e lui fu prelevato e portato a Death City mentre era ancora in fasce. A causa delle nefandezze commesse dai suoi antenati, chiunque lo riconosca dal simbolo che ha tatuato sulla spalla (una stella), lo tratta male e tenta in ogni modo di scacciarlo. A causa della sua ossessione per il potere, alcuni pensano che alla fine lui possa fare la fine del padre e tramutarsi in kishin. Nel manga diventa membro dei maestri di élite dell'unità Spartoí della Shibusen dopo aver ucciso il Samurai Mifune (per il quale prova un grande rispetto) e da spaccone diventa più da meno chiacchiere e più fatti. Nell'anime Black Star partecipa alla battaglia contro Ashura al fianco di Maka Albarn e Death the Kid.

## Abilità
Black Star è noto per essere lo studente più veloce della Shibusen. È inoltre molto agile, in grado di saltare da un albero all'altro e di schivare attacchi multipli. Black Star è anche incredibilmente forte e ha una grande resistenza; può continuare a combattere anche con molteplici ferite e nonostante una grande quantità di perdita di sangue, e persino per colpire i nemici con la sua onda dell'anima, un attacco che solo Stein, oltre a lui, è in grado di eseguire, che consiste nel guidare la loro lunghezza d'onda direttamente nel corpo di un avversario attraverso un colpo fisico, un attacco chiamato Black☆Star Big Wave (黒☆星ビッグウェーブ?, Koku☆sei Biggu Wēbu).
La sua lunghezza d'onda è abbastanza potente da spazzare via la follia dalla zona circostante.
In qualità di assassino, Black Star conosce le tecniche ninja, ma a causa del suo essere per niente silenzioso, finisce sempre col far saltare le sue coperture. A causa della sua mancanza di capacità di percezione dell'anima, Black Star ha sviluppato gli altri cinque sensi e in particolare l'udito. La mancanza della percezione dell'anima e la sua potenza lo rendono più resistente contro la follia e non la sente come gli altri.

Black Star e Tsubaki

In seguito all'assorbimento del fratello di Tsubaki, Black Star riesce ad ottenere la lama incantata. All'inizio il guerriero non riusciva a maneggiarla troppo a lungo perché risucchiava troppa energia. Tuttavia, con la pratica e dopo essersi riappacificato con l'entità all'interno della spada, Star guadagna un potere invidiabile. Dimostra il suo nuovo potere affrontando Mifune e durante la battaglia, Black Star guadagna una notevole forza unita ad una velocità mai vista prima, tant'è che riesce ad usare perfettamente anche le ombre della lama come armi.
Nel manga utilizzerà anche la Infinite Sword, e qualche tecnica legata ad essa, del samurai Mifune.

## Arma
L'arma che impugna Black Star è la sua partner Tsubaki Nakatsukasa (中務 椿?, Nakatsukasa Tsubaki), un'arma ombra che è in grado di assumere diverse forme di armi ninja come kusarigama, shuriken, Ninjatō e bombe fumogene. È gentile, calma ed amichevole ed è sempre molto paziente e tollerante con Black Star. La sua abilità di tramutarsi in armi diverse è una caratteristica tramandata in famiglia, e discende da un'arma demoniaca creata da Shaula Gorgon, sorella minore di Arachne e Medusa. In seguito acquisisce la sua forma più potente, ossia la Lama demoniaca (妖刀?, Yōtō), un tipo di katana nera corrotta dall'anima oscura del fratello Masamune.